# Christian Gudegast
Christian Gudegast est un scénariste et réalisateur américain né le 9 février 1970 à Los Angeles.

## Biographie
Christian Gudegast est le fils unique de Dale Russell et de l'acteur allemand naturalisé américain Eric Braeden (de son vrai nom Hans-Jörg Gudegast). Christian grandit à Los Angeles. Il sort diplômé en 1992 de la Film School de l'Université de Californie à Los Angeles.
Il commence sa carrière audiovisuelle en réalisateur des clips pour des artistes rap. Son premier script, intitulé Black Ocean et coécrit Paul Scheuring, est acheté par Oliver Stone en 1993. Même si le film ne se concrétise pas cela lance sa carrière de scénariste. Il officiera à la réécriture de divers scénarios pour les studios.

## Filmographie
Sauf indication contraire, les informations mentionnées dans cette section peuvent être confirmées par la base de données cinématographiques IMDb,  présente dans la section « Liens externes ».

### Scénariste
- 1997 : Soldier of Fortune (téléfilm) de Peter Bloomfield
- 2001 : Braquage au féminin ( Beyond the City Limits) de	Gigi Gaston
- 2003 : Un homme à part ( A Man Apart) de F. Gary Gray
- 2016 : La Chute de Londres (London Has Fallen) de Babak Najafi
- 2018 : Criminal Squad (Den of Thieves) de lui-même
- 2025 : Criminal Squad : Pantera (Den of Thieves 2: Pantera) de lui-même

### Réalisateur
- 2018 : Criminal Squad (Den of Thieves)
- 2025 : Criminal Squad : Pantera (Den of Thieves 2: Pantera)